# Celestino Martínez
Celestino Martínez fue un futbolista argentino, que jugó como mediocampista y delantero.

## Trayectoria

### Racing, Sportivo Alsina e Independiente
Formado en las categorías juveniles de Racing Club como delantero, Celestino pasó por el pequeño Sportivo Alsina, llegando luego al otro club de Avellaneda, Independiente, junto con su hermano gemelo Adolfo. Por su potencia y fuerza para hacer la marca, fue utilizado como volante. En ese momento, marcaba en ala derecha adversaria, pero, a causa de sus comienzos como delantero, le gustaba buscar el sector ofensivo, ya que siempre le fue natural buscar el gol. Poseía una gran potencia física y era muy difícil de marcar. Fue un lateral con gran proyección. Por lo tanto, a pesar de su posición defensiva en el campo, anotó un par de goles en su larga carrera en el Rey de Copas, con el que fue campeón nacional en 1938 y 1939. Junto con Negro Leguizamón, dio apoyo con eficiencia al gran trío ofensivo de los Rojos, integrado por Vicente de la Mata, Arsenio Erico y Antonio Sastre. Con notables actuaciones, fue una de las figuras destacadas del equipo en una época de grandes estrellas.

### Fluminense
En 1945, al final de su carrera, jugó durante un año en el Fluminense Football Club de Río de Janeiro, donde no logró el mismo éxito que en Avellaneda.

### Selección argentina

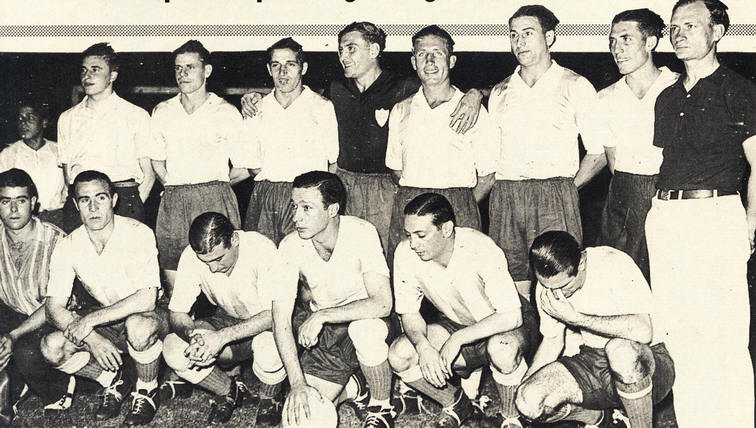
La selección Argentina que ganaría el Campeonato Sudamericano de 1937.

Su carrera incluye también 14 partidos disputados para la selección entre 1936 e 1943, ganando el Campeonato Sudamericano 1937 (competencia que ahora se llama Copa América), realizado en Buenos Aires. En este campeonato, "Cele" - como también era conocido - jugó en todos los seis partidos, contra Chile, Paraguay, Perú, Uruguay y el partido decisivo en la final contra Brasil.

## Títulos

### Como jugador
Independiente
- Primera División de Argentina: 1938 y 1939
- Copa Aldao: 1938 y 1939
- Copa Ibarguren: 1938 y 1939
- Copa Escobar: 1939
- Torneo Internacional Nocturno: 1936 y 1941
- Copa Intendencia Municipal de La Rioja: 1937
- Copa Trofeo Premio Cigarrillos Saratoga (versus Racing Club): 1939
- Copa Confraternidad Argentino-Brasileña (versus Flamengo): 1939
- Copa Municipalidad de Avellaneda: 1940
- Trofeo Universidad de Chile (versus Universidad de Chile): 1940
- Copa Intendente Municipal: 1941
- Copa Ministerio de Hacienda: 1941
- Copa Fraternidad: 1941
- Copa Presidente Prado: 1941

Selección Argentina
- Campeonato Sudamericano (actual Copa América): 1937